# Bückergambiet
Het Bückergambiet is bij het schaken in de opening een variant van de Benkő-opening (1. g3). De beginzetten van dit gambiet zijn:
1. g3 e5
2. Lg2 d5
3. b4
Als zwart het gambiet aanneemt, 3. ...Lxb4 volgt 4. c4, waarna wit dreigt met 5. Da4+ met loperverlies. Het Bückergambiet behoort tot de flankspelen en valt onder ECO-code A00, de onregelmatige openingen.